# Білий лотос (серіал)
«Білий лотос» (англ. «The White Lotus») — американський сатиричний комедійно-драматичний антологічний телесеріал, створений, написаний і режисований Майком Вайтом, прем'єра якого відбулася на телеканалі «HBO» 11 липня 2021 року Зйомки розпочались на Гаваях наприкінці 2020 року у складі: Мюррея Бартлетт, Конні Бріттон, Дженніфер Кулідж, Александри Даддаріо, Джейка Лейсі, Наташі Ротвелл і Стіва Зана. Перший сезон, що складається з шести епізодів, стосується життя персоналу та гостей тропічного курорту на Гаваях. Він отримав визнання критиків та глядачів, тож у серпні 2021 року серіал було продовжено на другий сезон, який розповість історію іншої групи мандрівників під час їхнього перебування в іншому закладі «White Lotus».
Серіал розповідає про тиждень життя відпочиваючих. З кожним днем у цих ідеальних мандрівниках, веселих співробітниках готелю та місця з найбільшою ідилією з'являється все більш темна складова.

## Актори та персонажі

### Головні герої
- Мюррей Бартлетт в ролі Армонда,[8] менеджер курорту «Білий Лотос», колишній наркозалежний, який тверезий протягом 5 років
- Конні Бріттон у ролі Ніколь Моссбахер[8], фінансової директорки пошукової системи та дружини Марка
- Дженніфер Кулідж у ролі Тані Мак-Квойд[8], проблемна жінка, мати якої нещодавно померла
- Александра Даддаріо — Рейчел,[8] журналістка, нещодавно вийшла заміж за Шейна
- Фред Хехінгер у ролі Квінн Моссбахер,[8] соціально незручний син Ніколь і Марка
- Джейк Лейсі — Шейн Паттон[8], агент з нерухомості та чоловік Рейчел
- Бріттані О'Грейді — Пола,[8] подруга Олівії з коледжу
- Наташа Ротвелл — Белінда,[8] менеджерка курорту
- Сідні Свіні — Олівія Моссбахер[8], сардонічна дочка Ніколь і Марка, студентка другого курсу коледжу
- Стів Зан ― Марк Моссбахер,[8] чоловік Ніколь, має справу з кризою здоров'я
- Моллі Шеннон у ролі Кітті,[9] мати Шейна

### Другий план
- Лукас Ґейдж у ролі Діллона[9] співробітник «Білого лотоса»
- Кекоа Скотт Кекумано — Кай,[9] співробітник «Білого Лотоса», який встановлює зв'язок з Полою
- Алек Мерліно — Гатч[10], офіціант у «Білому лотосі»
- Джон Гріс — Грег[9], гість «Білого Лотоса», який спілкується з Танею

### Гість
- Джолін Перді в ролі Лані,[9] стажерка в «Білому лотосі»

## Епізоди

### 1 серія «Прибуття»
Шейн Паттон дивиться, як труну завантажують у літак. Сім днів тому: багаті туристи прибувають на курорт «Білий Лотос» на Мауї. Їх вітають менеджер Армонд та його вагітна співробітниця Лані. Шейн і Рейчел прибувають на медовий місяць. Замість того, щоб ззосередитись на своєму шлюбі, Шейн зациклюється на помилці бронювання, змушуючи Рейчел поставити під сумнів їхні стосунки. Таня Мак-Квойд, яка прибула розвіяти попіл матері, відчайдушно хоче зробити масаж, але спацентр повністю заброньований. Натомість Белінда, менеджерка курорту, проводить її терапію. Ніколь Моссбахер сперечається зі своїм чоловіком Марком щодо його потенційного діагнозу раку, він вирішує проводити час з їхнім сином Квінном. Їхня дочка Олівія та її подруга Паула розслабляються біля басейну та роблять примхливі коментарі про Рейчел, професійну журналістку. У Лані відходять води, але Армонд ігнорує це. Лані починає народжувати, коли гості вечеряють. Марк отримує дзвінок від свого лікаря, але відключається, перш ніж він дізнається свій діагноз.

### 2 серія «Новий день»
Марк у захваті, коли його діагноз раку виявляється негативним, але він дізнається від свого дядька, що його батько насправді помер від СНІДу і прожив подвійне життя як гей. Шейн дзвонить своїй матері, щоб їхній турагент дорікнув Армонду за помилку бронювання. Рейчел розглядає можливість прийняття нового журналістського завдання, але Шейн стверджує, що їй не доведеться більше працювати. Рейчел зустрічає Ніколь, яка радить їй зберегти незалежність. Однак, коли Ніколь дізнається, що Рейчел написала статтю із згадкою про неї, Ніколь критикує Рейчел, змушуючи Рейчел поставити під сумнів свою кар'єру. Після більшого докучання Шейну, Рейчел кидає роботу. Олівія та Паула насолоджуються наркотиками на пляжі, поки не зустрічаються з Танею і не йдуть, забувши сумку з наркотиками. Сумку передають Армонду, який зберігає її і вживає наркотики через стрес, незважаючи на те, що він був тверезим 5 років. Олівія стає ревнивою, коли бачить, як Пола фліртує з персоналом. Таня запрошує Белінду на вечерю і пропонує фінансувати можливий оздоровчий бізнес. Коли Квінна виганяють з номеру готелю, він вирішує піти на пляж, де з трепетом спостерігає за групою китів, що стрибають в океані.

### 3 серія «Загадкові мавпи»
Коли гості «Білого лотоса» прокидаються, Паула намагається поговорити про свої підозри до все більш підозрілої Олівії. Техніку Квінна змило в океан, коли він спав на пляжі. Шейн і Рейчел займаються сексом, але Рейчел переживає, чи їхній шлюб зумовлений сексуальним потягом Шейна до неї. Щоб втішити це, Шейн планує романтичну вечерю, але Армонд, втомившись від невпинних скарг Шейна, рекомендує йому вечерю на катері на заході сонця, не розкриваючи, що Таня зафрахтувала цю ж яхту, щоб розвіяти попіл матері в океані. Таня вважає, що молодята приєдналися, щоб підтримати її. Марк залишається в шоці від свого відкриття про свого батька, і стає все більш п'яним, переживаючи незручні зустрічі зі своїм сином, Рейчел та іншими жінками в барі, що завершиться прохолодною промовою, коли він приєднується до сім'ї на вечерю, і спробою ініціювати секс з Ніколь. Армонд, після того, як він відмовився від 5-річної тверезості, випив, прийняв рецептурні ліки Поли, фліртував із співробітником готелю Діллоном і навіть запропонував Марку спробувати, коли той виявляє свою цікавість до сексу між чоловіками. Коли гості повертаються спати, Олівія слідкує за Полою та спостерігає за тим, як вона займається сексом.

### 4 серія «Переорієнтація»
Квінн знову прокидається на пляжі, щоб побачити, як гавайці співають і виводять каное на берег. Він представляється пізніше того дня. Таня повідомляє дівчатам, що в Армонда є рюкзак Паули, і коли вони протистоять йому, він вирішує віддати його, наркотики та все інше; однак, після того, як розгніваний Шейн вимагає поговорити з босом Армонда, запеклий Армонд приймає наркотики і повертає рюкзак без них. Таня та Белінда пообідали, щоб обговорити оздоровчий центр. Кітті, мати Шейна, приїжджає до готелю на їх медовий місяць; Рейчел не задоволена. Марк відкриває Квінну, що він зрадив його матері Ніколь. Однак за вечерею Квінн мимоволі розкриває перед Ніколь знання про справи Марка. Армонд запрошує Діллона до свого кабінету прийняти наркотики та займатися сексом за гроші. Коли Шейн дізнається, що Армонд дав йому неправильний номер свого начальника, він вривається у кабінет менеджера і натрапляє на Армонда, який обслуговує Діллона статевим шляхом.

### 5 серія «Пожирачі лотоса»
Після того, як Шейн побачив секс з Діллоном, Армонд змушений безкоштовно перенести Шейна та Рейчел в «Ананасовий люкс», щоб уникнути наслідків. Рейчел починає турбуватися про те, що вона стала трофейною дружиною після розмови з Кітті та припущення, чому вона вийшла заміж за Шейна. Белінда намагається змусити Таню поглянути на її бізнес пропозицію, але Таню більше турбує інтерес Грега до неї. Таня зізнається Грегу, що вона емоційно розбита, але Грег не стривожений. Квінн веслує з групою місцевих веслярів. Паула переконує Кая вкрасти пару дорогих браслетів у Ніколь, щоб оплатити судовий процес проти готелю. Ніколь дорікає Марку за те, що він зізнався у своєму романі Квінну. Коли Мосбахери готуються піти на дайвінг SCUBA в океані, Ніколь зривається під тиском того, що має забезпечити свою сім'ю, не отримуючи поваги від неї, і повертається до готелю, а Марк слідує за нею. Не знаючи про це, Кай у їхньому готельному номері намагається вкрасти браслети. Марк рятує Ніколь, але Кай втікає. Марк нарешті отримує повагу від Ніколь та їхніх дітей, але Олівія підозрює, що Пола причетна до пограбування.

### 6 серія «Відліт»
Рейчел каже Шейну, що вона шкодує, що вийшла за нього заміж. Таня вирішує залишитися з Грегом, незважаючи на його смертельну хворобу, і каже Белінді, що хоче покінчити із залежністю від трансакційних взаємин, залишивши їй натомість велику суму готівки. Розчарована, Белінда відмовляється від свого бізнесплану. Кая заарештовують, а викрадені ювелірні вироби Моссбахерів вилучають, що підтверджує підозри Олівії щодо Поли. Паула визнає свою причетність до пограбування, але звинувачує Олівію в тому, що вона така ж привілейована, як і решта її родини. Двоє згодом примиряються, коли Паула висловлює жаль. Куїн каже батькам, що хоче залишитися на острові, щоб приєднатися до місцевих гребців. Шейн чує про пограбування під час розмови з Моссбахерами і дзвонить своєму туристичному агенту, який інформує начальника Армонда. Це, у свою чергу, призводить до звільнення Армонда з «Білого Лотоса». Армонд проводить свій останній робочий день, перебуваючи у стані сильного сп'яніння від наркотиків Олівії та Поли. Тієї ночі, після подачі вечері, Армонд пробирається у номер Шейна і справляє нужду у валізу. Однак Шейн повертається до того, як Армонд закінчив; відчувши зловмисника, Шейн озброюється ножем для ананасів і випадково вколює Армонда, вбиваючи його. Тіло Армонда перевозять тим же рейсом, що й гостей. Рейчел прибуває в аеропорт і вирішує залишитися з Шейном. Квінн залишає аеропорт після того, як решта його сім'ї сідає на літак, і приєднується до гавайських гребців.

## Виробництво
19 жовтня 2020 року телеканал HBO замовив зйомки The White Lotus з шести епізодів. Серіал створений, написаний та режисований Майком Вайтом. Вайт також виконує функції виконавчого продюсера поряд з Девідом Бернадом та Ніком Голлом. Крістобаль Тапіа де Вір є композитором серіалу, а Бен Катчінс — оператором серіалу. 10 серпня 2021 року телеканал HBO продовжив серіал на другий сезон.
Після оголошення про поновлення другого сезону повідомлялося, що буде задіяно переважно новий склад персонажів на іншому курорті White Lotus, хоча Майк Вайт заявив, що існує можливість для кількох учасників з першого сезону повернутися.
Основні зйомки серіалу розпочалася у жовтні 2020 року на Гаваях відповідно до правил COVID-19. 21 листопада 2020 року повідомлялося, що серіал провів половину зйомок на курорті Four Seasons Maui у Вайлії і планується, що зйомки відбудуться в грудні в місцях навколо Мауї.
2024 року російсько-сербського актора Мілоша Биковича було обрано як виконавця для третього сезону серіалу. Після широкого суспільного резонансу щодо його проросійської позиції, HBO відмовилася з ним співпрацювати.

## Випуск
Прем'єра серіалу відбулася 11 липня 2021 року на каналі HBO. У Сполученому Королівстві та Республіці Ірландія прем'єра серіалу відбулася в Sky Atlantic 16 серпня 2021 р.

## Сприйняття
«Білий лотос» отримав визнання критиків. На Rotten Tomatoes серіал має рейтинг схвалення 88 % на основі 65 відгуків критиків із середнім рейтингом 8,20/10. На Metacritic він має 82 бали зі 100 на основі 37 критиків, що свідчить про «загальне визнання».
Метью Джейкобс з TV Guide дав йому оцінку 4,5/5 і написав, що це «один із найкращих телесеріалів цього року».